# Seznam nizozemskih entomologov
Seznam nizozemskih entomologov.

## C
- Pieter Cramer

## G
- Jan Goedart

## H
- Wilhem de Haan
- Jacob Hoefnagel

## L
- Pierre Lyonnet

## N
- Jacob R. H. Neervoort van de Poll

## S
- Samuel Constantinus Snellen van Vollenhoven
- Jan Swammerdam

## V
- Johann Eusebius Voet